# HD 98672
HD 98672，又名CP-74 801，SAO 256826、HR 4387，是一颗恒星，视星等为6.27，位于銀經297.03，銀緯-13.33，其B1900.0坐标为赤經11h 16m 0.3s，赤緯-74° -13.33′ 42″。